# 彰化縣北斗鎮北斗國民小學
彰化縣北斗鎮北斗國民小學（簡稱北斗國小）是位於彰化縣東南端的北斗鎮市區的學校。面積約3公頃，創校於1898年。校園內有三棵彰化縣政府列管的百年老樹。

## 沿革
北斗國小早期是南彰化的行政中心，文風啟蒙於清朝中葉。嘉慶年間，出生福建省同安縣的進士陳蓬山，舉家遷台，落籍於當時彰化廳東螺西堡北斗街，亦即今奠安宮前的「三層樓」陳府。1898年三月台灣總督府國語傳習所官制發布：彰化國語傳習所在北斗街設置北斗分教場，名為「彰化國語傳習所北斗分教場」，同時修繕文筆舍破舊書房使用，同年四月二日開學，此為北斗街啟蒙教育的開始。十月一日廢除分教場，改名為「北斗公學校」，學制六年。
1902年遷至現址教學，1941年因應國民學校令公布，原先的「北斗尋常高等小學校」（前身為北斗小學校，戰後廢校，該土地與原街庄組合北斗家政女學校一同合併成立台中縣立北斗女子家政學校）改名為「北斗國民學校」，故將「北斗公學校」改名為 「北斗東國民學校」。

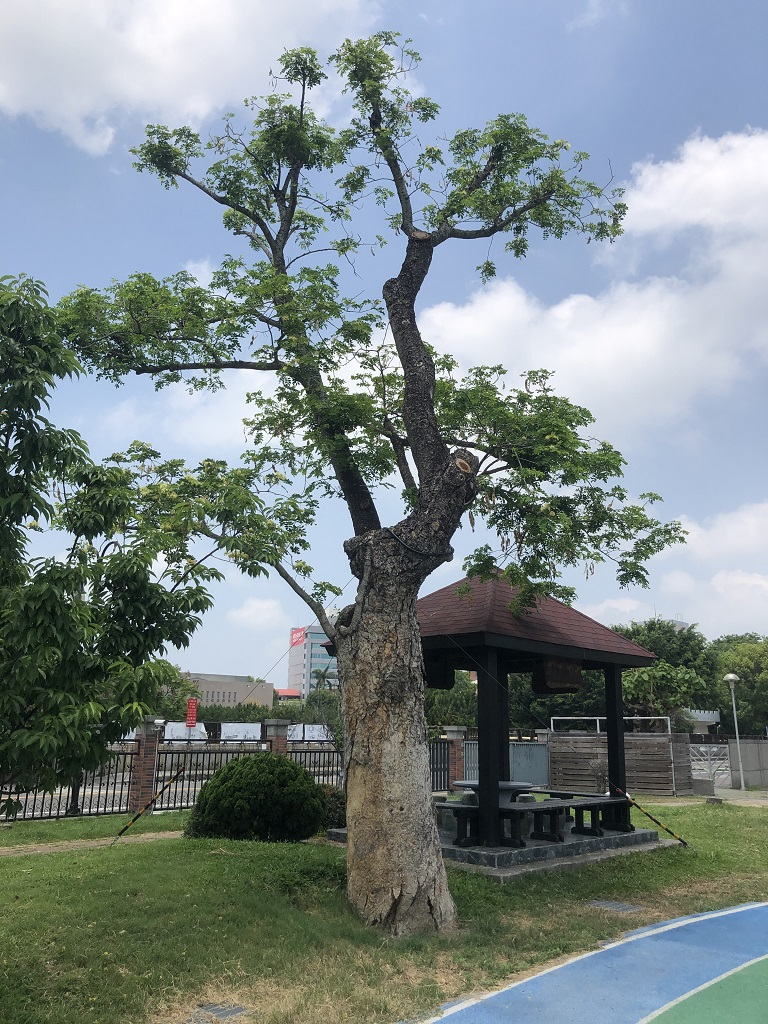
北斗國小百年老樹-大葉合歡

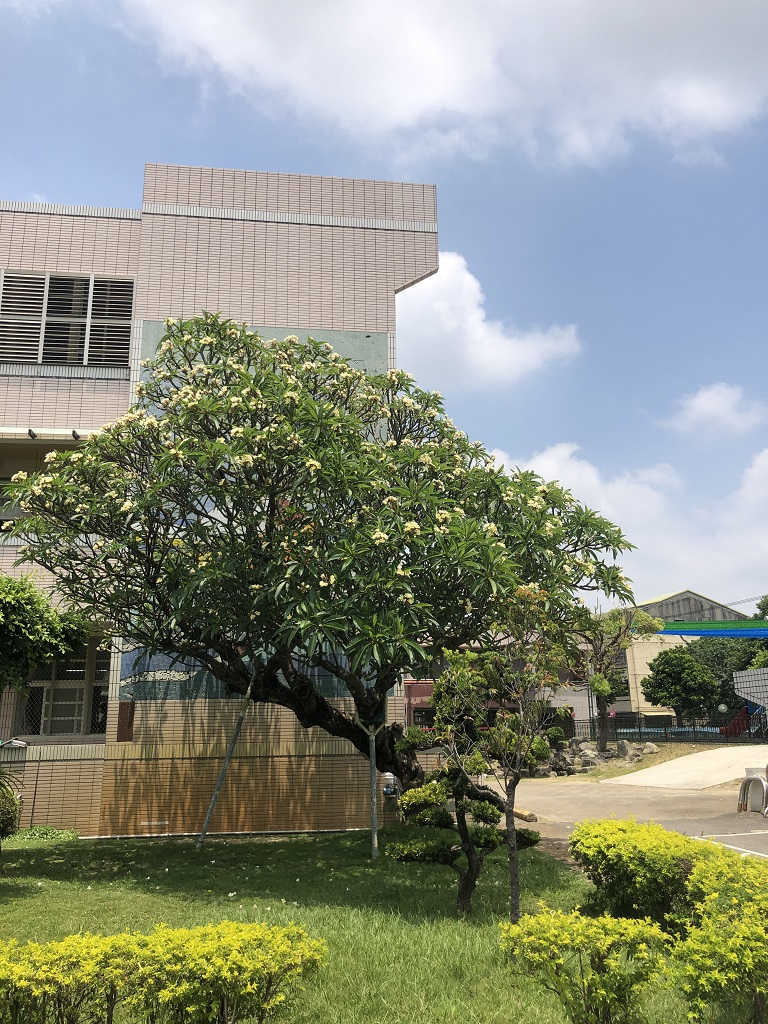
北斗國小百年老樹-緬梔

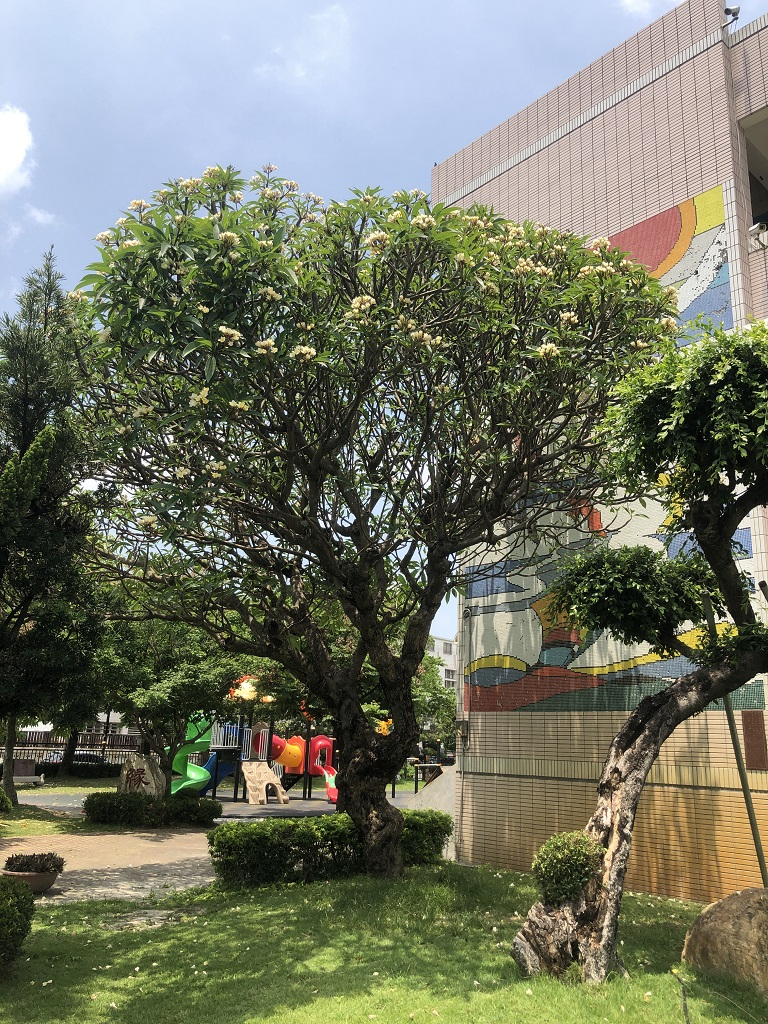
北斗國小百年老樹-緬梔

1945年12月1日校名改為「台中縣立北斗國民學校」，楊長生接任校長。1950年全台行政區域重劃，改校名為「彰化縣北斗第一國民學校」。1953年八月一日校名改為「彰化縣北斗國民學校」。1968年實施九年國教，校名改為「北斗國民小學」至今。
2017年12月3日，北斗國小慶祝120年校慶，木質西側圍牆整修成現今鐵製模樣。

## 歷任校長
以下資料來自《北斗鎮志》與北斗國小百年校慶特刊

### 日治時期
| 任次     | 姓名       |
| -------- | ---------- |
| 第一任   | 金野壽作   |
| 第二任   | 飯村定支助 |
| 第三任   | 秀島嚴彥   |
| 第四任   | 大島伊三郎 |
| 第五任   | 安田清人   |
| 第六任   | 安住龜三郎 |
| 第七任   | 原口悅次郎 |
| 第八任   | 安田安次郎 |
| 第九任   | 河田多賀吉 |
| 第十任   | 池羽六三郎 |
| 第十一任 | 吉田作太郎 |
| 第十二任 | 池田宇太郎 |
| 第十三任 | 許百鑄     |
| 第十四任 | 荒謙助     |
| 第十五任 | 椎田留次   |
| 第十六任 | 市田清五郎 |
| 第十七任 | 松村逸雄   |
| 第十八任 | 笠野岸松   |

### 戰後
| 屆次   | 姓名   | 任期                 | 附註               |
| ------ | ------ | -------------------- | ------------------ |
| 第1任  | 楊長生 | 1945年9月-1954年8月  |                    |
| 第2任  | 賴瑞朝 | 1954年9月-1957年10月 |                    |
| 第3任  | 楊長生 | 1957年11月-1970年5月 | 1970年5月退休      |
|        | 徐瑛   | 1970年5月-1970年10月 | 北斗國中校長暫兼代 |
| 第4任  | 謝耀章 | 1970年10月-1988年8月 | 1988年8月退休      |
| 第5任  | 顏銘德 | 1988年8月-1992年8月  | 1992年8月退休      |
| 第6任  | 程昭江 | 1992年8月-1997年8月  | 1997年8月退休      |
| 第7任  | 林大灶 | 1997年8月-2001年2月  |                    |
| 第8任  | 林福榮 | 2001年2月-2008年2月  |                    |
| 第9任  | 許木村 | 2008年2月-2015年8月  |                    |
| 第10任 | 林旻賜 | 2015年8月～2023年8月 | 2023年8月退休      |
| 第11任 | 游美雯 | 2023年8月~至今       |                    |

## 學生活動
近年北斗國小發展藝文與美感教育，2020年學生賴辰彥還因繪畫獲頒總統教育獎。

## 外部連結
- 彰化縣北斗鎮北斗國民小學 （页面存档备份，存于）
- 愛學網-百年小學
- 彰化縣珍貴樹木-彰化縣政府農業處 （页面存档备份，存于）